# Nicolas Decamps
Pour les articles homonymes, voir Decamps.
Pas d'image ? Cliquez ici

a Compétitions nationales et continentales officielles uniquement.

Dernière mise à jour le 20 février 2015.
Nicolas Decamps, né le 28 janvier 1982 à Casablanca (Maroc), est un joueur de rugby à XV français qui évolue au poste de pilier au sein de l'effectif de la Section paloise (1,83 m pour 120 kg).
Ceinture noire, il a aussi été sélectionné en équipe de France de judo.

## Carrière
- Jusqu'en 2004 : CA Bègles-Bordeaux
- 2004-2005 : FC Auch
- 2005-2007 : Montpellier RC
- 2007-2009 : US Dax
- 2009-2013 : Union Bordeaux Bègles
- 2013-2015 : Section paloise
- 2015 : Arrêt

## Palmarès
- Équipe de France Universitaire :
  - 2 sélections en 2005 (Angleterre U deux fois)
  - 3 sélections en 2004 (Pays de Galles, Italie A, Angleterre), 1 essai.
- Champion de France PRO D2 2014/2015 Section Paloise.
- Vainqueur du Bouclier européen avec le FC Auch en 2005[2]